# Tito Pellicciotti
, detto Tito (Barisciano, 2 dicembre 1871 – Barisciano, 12 aprile 1950), è stato un pittore italiano.

## Biografia
Nacque a Barisciano nel 1871 da Carlo Pellicciotti, scultore locale, che incoraggiò l'educazione artistica del figlio, e Maria Tomassetti. Nella metà degli anni 1880 frequentò quindi la Scuola di arti e mestieri dell'Aquila, diretta da Teofilo Patini, mentre nel 1890 si trasferì a Napoli, iscrivendosi all'Istituto di belle arti cittadino e studiando con Domenico Morelli e Filippo Palizzi. Frequentò quindi brevemente il circolo di Francesco Paolo Michetti a Francavilla al Mare, ma tornò subito nel paese natale, dove si dedicò all'attività pittorica su molte committenze.
Tra il 1911 e il 1912 prese parte alla guerra italo-turca in Libia, durante la quale apprese un genere pittorico orientaleggiante. Tornato in Italia, organizzò diverse mostre tra L'Aquila, Napoli e Roma e partecipò a varie collettive anche all'estero. Morì nel suo paese di origine nel 1950.

## Opere
lista parziale
- Asinello e pecorella nella stanza (1891)
- Caccia alla pecorella (1891)
- Caccia alla lepre (1912)
- Nella stalla (1920)
- Paesaggio con armenti (1932)
- Stalla (1932)
- Nella stalla (1935)

senza data
- Interno di osteria con personaggi
- Pastorelli in corsa sul sentiero
- Testa di anziana abruzzese
- I mendicanti
- Venditore di cipolle
- Il vecchio suonatore
- Ritorno dal pascolo
- Asino e pecore